# Clericus Cup
La Clericus Cup est un tournoi international de football auquel participent des prêtres catholiques et des séminaristes. Il se déroule à Rome, près de la cité du Vatican entre 16 équipes composées de divers membres de séminaires nationaux et congrégations chrétiennes représentant 60 pays . Le tournoi annuel est organisé par le Centre sportif italien (CSI). La ligue est fondée en 2007 et est rendue, en 2017, à sa dixième saison. 
Officiellement, l'objectif de la ligue est de « relancer la tradition du sport dans la communauté chrétienne ». En d'autres termes, il s'agit de fournir un lieu de compétitions sportives et amicales entre les milliers de séminaristes, provenant de près d'une centaine de pays, qui étudient à Rome. La ligue est l'idée du secrétaire d'État du Vatican, Tarcisio Bertone, qui est un fanatique inconditionnel de football.

## La Ligue

### Divisions
La saison 2009 a attiré 16 équipes, représentant 15 séminaires internationaux, ainsi que l'Université grégorienne. La ligue est divisée en deux parties ou divisions : la division A et la division B. En 2009, la division A comprend quatre séminaires nationaux (le Pontifical North American College, le Collège du Brésil, le Collège français, l'Institut polonais) et deux séminaires internationaux (San Paolo et Mater Ecclesiae). Le séminaire italien San Anselmo et l'Université grégorienne complètent la division A. 
La division B comprend le Collège du Mexique, le Séminaire diocésain de Rome, l'Urbanium (avec principalement des joueurs d'Afrique et d'Asie de l'Est), ainsi que les instituts religieux Augustinianum, Sede Sapientiae, Redemptoris Mater et Guanelliani Internazionale des Serviteurs de Charité. Deux séminaires, l'Almo Collegio Capranica et Pio Latino fusionnent sur le terrain pour former l'équipe Almo-Pio.  
La première saison est jouée de février à mai 2007. La deuxième saison débute en novembre 2007 et se termine le 3 mai 2008. Les matchs de saison régulière sont joués à l'Oratorio de San Pietro, sur la Via Aurelia. La troisième saison est jouée de février à mai 2009.

### Règles spécifiques
En plus du carton jaune et du carton rouge, le carton bleu est une pénalité de cinq minutes pour anti-jeu. D'autre part, les matchs ne durent que soixante minutes.

### Niveau de jeu
Le niveau des joueurs est équivalent à ceux de joueurs de Ligue 2 en France même si certains acteurs apportent à leurs équipes respectives une expérience professionnelle antérieure. Leur niveau continue de s'améliorer à mesure que la tradition de la coupe s'installe parmi les dizaines de séminaires situés à Rome. Au cours de la deuxième saison, les matches d'ouverture et de finale ont lieu sur le site des Jeux Olympiques de 1960 : le Stadio dei Marmi, à Rome. Le match d'ouverture de la troisième saison  est dirigé par l'un des meilleurs arbitres d'Italie, Stefano Farina. 

### Médiatisation
Malgré le statut d'amateur de la ligue, elle attire l'attention de la communauté du football professionnel. Le président de l'Union européenne de football association  (UEFA), Michel Platini, appelle l'inauguration de la Clericus Cup III (saison 2009) « une preuve du succès de la ligue ». En 2009, de grands journaux italiens couvrent cette épreuve pour la première fois, y compris Corriere della Sera, Il Giornale, Corriere dello Sport et, de façon assez surprenante le journal anticlérical, La Repubblica. En France, l'émission Stade 2 consacre un reportage spécial au tournoi. 
Durant les deux premières saisons, des journaux internationaux se concentrent souvent sur les manifestations en marge du jeu lui-même. Au cours de la deuxième saison de la Clericus Cup, plusieurs journaux internationaux découvrent l'enthousiasme des passionnés. Le Club Redemptoris Mater, en particulier, est soutenu par des supporters très bruyants. Le Collège pontifical nord-américain utilise aussi un mégaphone qui gêne les joueurs adverses ainsi que le voisinage. Cela amène le gouvernement local à adopter une ordonnance interdisant l'utilisation des tambourins, des instruments de percussion et des haut-parleurs pendant les heures matinales quand sont joués la plupart des matches de la ligue. La couverture médiatique ne fait qu'accroître la notoriété de la ligue qui continue de s'améliorer chaque année.

## Résultats des championnats
| 2007 | Redemptoris Mater                  | 1-0              | Université pontificale du Latran            | Mater Ecclesiae                      | 3-1              | Sedes Sapientiae                         |
| 2008 | Mater Ecclesiae                    | 2-1              | Redemptoris Mater                           | UCroati                              | 2–1              | Collège pontifical nord-américain        |
| 2009 | Redemptoris Mater                  | 1-0              | Collège pontifical nord-américain           | Mater Ecclesiae                      | 2-0              | Université pontificale urbanienne        |
| 2010 | Redemptoris Mater                  | 1-0              | Collège pontifical nord-américain           | Collegio Brasiliano                  | 6-1              | Guanelliani                              |
| 2011 | Université pontificale grégorienne | 3-1              | Université pontificale Saint-Thomas-d'Aquin | Sedes Sapientiae                     | 2-1              | Collège pontifical nord-américain        |
| 2012 | Collège pontifical nord-américain  | 3-0              | Université pontificale grégorienne          | Sedes Sapientiae                     | 0-0 (4-3 t.a.b.) | Mater Ecclesiae                          |
| 2013 | Collège pontifical nord-américain  | 1-0              | Mater Ecclesiae                             | Redemptoris Mater                    | 3-1              | Collegio Urbano                          |
| 2014 | Collegio Urbano                    | 1-0              | Redemptoris Mater                           | Institut théologique de Saint Pierre | 2-1              | Sedes Sapientiae                         |
| 2015 | Collegio Urbano                    | 2-1              | Redemptoris Mater                           | Université pontificale grégorienne   | 3-1              | Sedes Sapientiae                         |
| 2016 | Mater Ecclesiae                    | 0-0 (4-3 t.a.b.) | Collegio Urbano                             | Université pontificale grégorienne   | 4-0              | Collegio Pio-Latino-Americano Pontificio |
| 2017 | Collegio Urbano                    | 2-0              | Université pontificale grégorienne          | Mater Ecclesiae                      | 4-3              | Redemptoris Mater                        |